# Bokermannohyla ibitipoca
A Bokermannohyla ibitipoca a kétéltűek (Amphibia) osztályának békák (Anura) rendjébe és a levelibéka-félék (Hylidae) családjába tartozó faj. A faj korábban a Hyla nemzetségbe tartozott, egy nemrégen történt felülvizsgálat eredményeképpen került át a Bokermannohyla nembe.

## Előfordulása
A faj Brazília endemikus faja. Természetes élőhelye a szubtrópusi vagy trópusi nedves hegyvidéki erdők és folyók. Elsősorban primer és szekunder galériaerdőkben figyelték meg, a víz közelében.  

## Természetvédelem
A faj elterjedési területe védett területeken belül található, ezért a környezeti változások hatása a faj esetében ismeretlen.